# غيرونيمو بوبليتي
غيرونيمو بوبليتي (بالإسبانية: Gerónimo Poblete)‏ هو لاعب كرة قدم أرجنتيني في مركز الوسط، ولد في 2 يناير 1993 في Tupungato ‏ في الأرجنتين يلعب في نادي الوصل الإماراتي. لعب مع نادي أتليتيكو كولون ونادي ميتز.

## وصلات خارجية
- غيرونيمو بوبليتي على موقع قاعدة بيانات كرة القدم.إي يو (الإنجليزية)
- غيرونيمو بوبليتي على موقع ليكيب (الفرنسية)
- غيرونيمو بوبليتي على موقع Soccerway.com (الإنجليزية)
- غيرونيمو بوبليتي على موقع عالم كرة القدم.نت (الإنجليزية)
- غيرونيمو بوبليتي على موقع AS.com (الإسبانية)